# Jake Beckley
Jacob Peter „Jake“  Beckley (* 4. August 1867 in Hannibal, Missouri; † 25. Juni 1918 in Kansas City, Missouri) war ein US-amerikanischer Baseballspieler in der Major League Baseball (MLB). Sein Spitzname war Eagle Eye.

## Biografie
Beckley spielte als professioneller Baseballspieler in der National League für verschiedene Vereine in der Position des First Basemans. Sein erstes Spiel bestritt er für die Pittsburgh Alleghenys am 20. Juni 1888. In dreizehn seiner achtzehn Spielzeiten erreichte er einen Schlagdurchschnitt von über 30 %. Insgesamt erzielte er 2930 Basehits sowie 244 Triples, womit er auf Platz vier der ewigen Bestenliste der Major League Baseball steht. Nur Eddie Murray bestritt mehr Spiele auf der Position des 1. Baseman als Jake Beckley. Seinen letzten Auftritt als Spieler hatte er am 15. Juni 1907 im Trikot der St. Louis Cardinals. Danach arbeitete er bei Clubs des Minor League Baseballs als Manager. 1918 verstarb Beckley im Alter von 50 Jahren. 1971 wurde er durch das Veterans Committee in die Baseball Hall of Fame aufgenommen.